# Support Recycling Suriname
De Support Recycling Suriname (SuReSur) is een Surinaamse stichting die streeft naar meer duurzaamheid en een groenere economie in Suriname. Een belangrijke activiteit is de inzameling van te recyclen afval.

## Organisatie
SuReSur organiseert en ondersteunt duurzame projecten en initiatieven van en in lokale gemeenschappen, met een gezondere en duurzamere toekomst als doel. Ook stimuleert ze het gebruik van zonne-energie en waterkracht, de bescherming van natuur en cultuur en het verbeteren van economische kansen voor lokale gemeenschappen. Ze werkt nauw samen met gemeenschappen, organisaties en bedrijven in sectoren als de samenleving, landbouw, toerisme en energie. Voorbeelden van samenwerkende organisaties zijn Rotary en Green Heritage Fund. De operationele kosten zijn 2500 US$ per maand. Als grootste uitdaging ziet de organisatie in 2024 het om de overheid mee te krijgen en wetgeving te maken voor het terugdringen van plastic zakken en zwerfafval.

## Geschiedenis van de inzameling

### Noodzaak
Per jaar komen rond 2010-2020 alleen al rond de 90 miljoen petflessen in de natuur terecht. Naast de problemen voor het milieu leidt dit bij zware regelval tot verstopping van afvoerbuizen met geblokkeerde wegen en gezondheidsrisico's tot gevolg. De afvaldumping staat in contrast met de georganiseerde vuilophaal die in de bewoonde gebieden een- tot tweemaal per week plaatsvindt.

### Inzamelbakken bij supermarkten
SuReSur werd in april 2015 opgericht, met Glenn Ramdjan als projectcoördinator. Om projecten duurzamer te maken werden ook bedrijven betrokken. In die tijd werd begonnen met het plaatsen van inzamelbakken bij supermarkten, waar mensen hun lege petflessen, plastic zakken, drankblikjes, glas en ander te recyclen materiaal kwijt konden. Ter financiële ondersteuning werd reclame van bedrijven op de bakken gezet. Ook kreeg ze ondersteuning van het VN-Ontwikkelingsprogramma (UNDP), de Europese Unie (EU) en het World Wide Fund (WWF). Het ingezamelde afval wordt afgeleverd bij een recyclebedrijf, waar het naar soort en kleur gescheiden wordt.
In het begin moest de acceptatie onder de bevolking nog op gang komen. Niet iedereen verzamelde afval voor de containers en daarnaast kwam afval in de containers terecht, dat er niet in hoorde. Toen er nog geen sloten op de bakken zaten, werden soms hele afvalzakken tot en met kadavers van honden aangetroffen tussen het recycleafval.
De organisatie zorgt dat in geheel Suriname steeds meer inzamelbakken staan. In 2024 werd er inmiddels rond de twintig ton te recyclen afval ingezameld. SuReSur heeft in 2024 containers in vrijwel alle districten staan, soms tot diep in het binnenland zoals in meerdere dorpen langs de Boven-Surinamerivier in Sipaliwini.